# سياه شير (بهمئي غرمسيري الجنوبي)
سياه شير (بالفارسية: سیاه شیر) هي قرية تقع في إيران في قسم بهمئي غرمسیري الجنوبي الريفي. يقدر عدد سكانها بـ 591 نسمة بحسب إحصاء 2016.